# Колядич, Алексей
Алексей Колядич (пол. Oleksii Koliadych; род. 27 февраля 1998) — польский гребец на каноэ, двукратный чемпион мира, чемпион Европы, призёр чемпионатов мира и Европы.

## Карьера
Алексей родом из Херсона и переехал в Польшу в 2015 году. С 2017 года представляет Польшу на международных спортивных состязаниях.
На чемпионате Европы 2022 года в Мюнхене завоевал бронзу в одиночках на 200 метров. На чемпионате мира 2022 года в Канаде стал чемпионом мира на этой же дистанции.
В Дуйсбурге, на чемпионате мира 2023 года, стал бронзовым призёром в одиночках на дистанции 200 метров.
В мае 2024 года на чемпионате Европы в Венгрии завоевал две медали. Стал чемпионом на дистанции 200 метров в одиночках и серебряным призёром на той же дистанции в двойках.
В Самарканде, на чемпионате мира 2024 года, который состоялся сразу же после Олимпийских игр, Алексей в каноэ-одиночках на дистанции 200 метров завоевал золотую медаль, став двукратным чемпионом мира.
В 2025 году на чемпионате Европы в Рачице завоевал серебряную медаль на дистанции 200 метров.